# Dalbandin
Dalbandin (Belutschi: دالبندین) ist eine Kleinstadt in der Provinz Belutschistan, Pakistan. Die Stadt ist Verwaltungssitz des Distrikts Chagai und des Tehsils Dalbandin. Die Stadt selbst hat 16.319 Einwohner, der sie umgebende ländliche Tehsil 110.503.

## Geographische Lage
Dalbandin liegt im Westen der Provinz Belutschistan, etwa 80 km südlich der Grenze zu Afghanistan (Provinz Helmand) und ca. 300 km östlich der Grenze zum Iran (jeweils Luftlinie), in einem langgestreckten, von Ostnordost nach Westsüdwest verlaufenden bis zu 7 km breiten Tal zwischen den bis auf eine Höhe von etwa 2640 m aufragenden Chagai Hills im Norden und den Ras Koh Hills im Süden.

## Verkehrsanbindung
Durch dieses Tal und durch Dalbandin verläuft die Nationalstraße N-40 von Quetta (290 km bis Dalbandin) nach Westen zur Grenze zum Iran bei Taftan bzw. Mīrjāveh, wobei der ursprüngliche Stadtkern südlich und ausgedehnte neue Wohngebiete (Killi Rasool Bakhsh Sumalani, Feisal Colony, Zahoor Colony) nördlich der Straße liegen. Um die Innenstadt zu vermeiden, führt heute eine Umgehungsstraße im Norden durch die Randgebiete der Neusiedlungen. Die einzige weitere aus Dalbandin herausführende Straße bzw. Piste geht nach Nordosten zum etwa 60 km entfernten Chagai und von dort weitere 25 km bis in die Nähe der afghanischen Grenze. Über unbefestigte Pisten kann man mit robust-geländegängigen Fahrzeugen auch nach Südosten in Richtung Kharan fahren oder nach Westen und Nordwesten zu verstreut liegenden Siedlungen in den Chagai Hills.
Parallel zur Nationalstraße N-40 verläuft die circa 750 Kilometer lange Eisenbahnstrecke Quetta–Zahedan (Trans-Belutschistan-Bahn) von Quetta nach Westen zum Grenzübergang bei Taftan und weiter nach Iran, mit einem Bahnhof in Dalbandin. Die Strecke ist die einzige Eisenbahnverbindung zwischen Pakistan und dem Iran und Teil der einzigen Schienenverbindung zwischen Europa und dem indischen Subkontinent. Heute verkehrt zweimal im Monat ein Reisezug, und seit Juni 2015 fährt auch wieder ein Container-Zugpaar pro Woche.
Der Regionalflughafen von Dalbandin (IATA-Code DBA) liegt unmittelbar südwestlich der Stadt. Er hat eine 1525 m lange Start- und Landebahn und wird von Pakistan International Airlines mit Flügen nach Turbat und Karatschi bedient. Im Kampf gegen die Taliban in Afghanistan wurde er auch von US-amerikanischen Streitkräften genutzt.

## Klima
Dalbandin hat ein ausgeprägtes Wüstenklima, in der Klimaklassifikation nach Köppen und Geiger als „BWh“ bezeichnet, mit sehr heißen Sommern und kalten Wintern. Die jährliche Niederschlagsmenge beträgt lediglich 81 mm und durchschnittliche Höchsttemperaturen übertreffen im Juni und Juli 42 Grad Celsius; Rekord waren 51,4 Grad Celsius. Regen, gelegentlich auch etwas Schnee, fällt praktisch nur in den Wintermonaten.
|                        | Jan  | Feb  | Mär  | Apr  | Mai  | Jun  | Jul  | Aug  | Sep  | Okt  | Nov  | Dez  |   |      |
| Mittl. Temperatur (°C) | 9,3  | 12,3 | 18,1 | 24,1 | 29,2 | 33,1 | 34,2 | 32,5 | 27,7 | 21,8 | 15,6 | 10,9 | ⌀ | 22,4 |
| Mittl. Tagesmax. (°C)  | 17,4 | 20,0 | 26,2 | 32,5 | 38,1 | 42,2 | 42,5 | 41,2 | 37,7 | 32,1 | 25,4 | 19,5 | ⌀ | 31,3 |
| Mittl. Tagesmin. (°C)  | 1,3  | 4,6  | 9,9  | 15,8 | 20,3 | 23,9 | 25,9 | 23,7 | 17,7 | 11,5 | 5,7  | 2,3  | ⌀ | 13,6 |
|                        |      |      |      |      |      |      |      |      |      |      |      |      |   |      |
| Niederschlag (mm)      | 16,1 | 18,1 | 18,6 | 7,8  | 2,2  | 0,8  | 3,9  | 0,9  | 0,4  | 1,5  | 2,5  | 7,9  | Σ | 80,7 |

| 1,3 |

| 4,6 |

| 9,9 |

| 15,8 |

| 20,3 |

| 23,9 |

| 25,9 |

| 23,7 |

| 17,7 |

| 11,5 |

| 5,7 |

| 2,3 |

| 1,3 |

| 4,6 |

| 9,9 |

| 15,8 |

| 20,3 |

| 23,9 |

| 25,9 |

| 23,7 |

| 17,7 |

| 11,5 |

| 5,7 |

| 2,3 |